# ۴۷۹ (خورشیدی)
۴۷۹ چهارصد و هفتاد و نهمین سال هجری خورشیدی است.